# Copa neerlandesa de futbol
La copa neerlandesa de futbol (o Copa KNVB, en neerlandès: KNVB beker) és una competició organitzada per la Federació Neerlandesa de Futbol (KNVB) des de 1899. Està basada en el mateix format que la FA Cup anglesa.
Per motius de patrocini, la competició s'anomenà Copa Amstel de 1995 a 2005. Aquest any, l'empresa de cerveses Amstel comença a patrocinar l'Eredivisie i en el seu lloc es trobà un nou espònsor, anomenant-se la competició Copa Gatorade per la temporada 2005-2006. La temporada 2006-2007 s'anomenà de nou Copa KNVB (KNVB-Beker). La competició és disputada per 48 clubs amateurs i 38 clubs professionals. La final es disputa a l'estadi De Kuip, a Rotterdam. El vencedor té dret a participar en la copa de la UEFA de la següent temporada.
A nivell de curiositat cal esmentar que a inicis de segle als equips de màxim nivell només se'ls permetia jugar amb els seus segons equips (d'aquí noms com HBS 2 o HVV 2).

## Historial

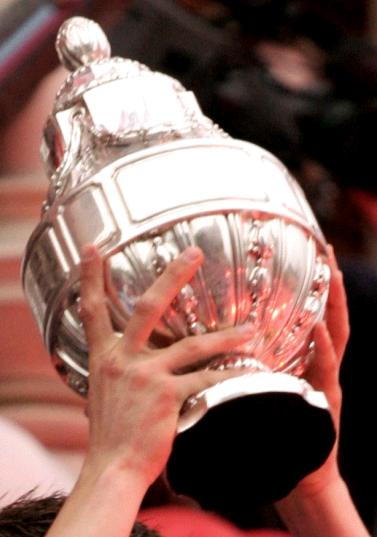
Trofeu de la competició.

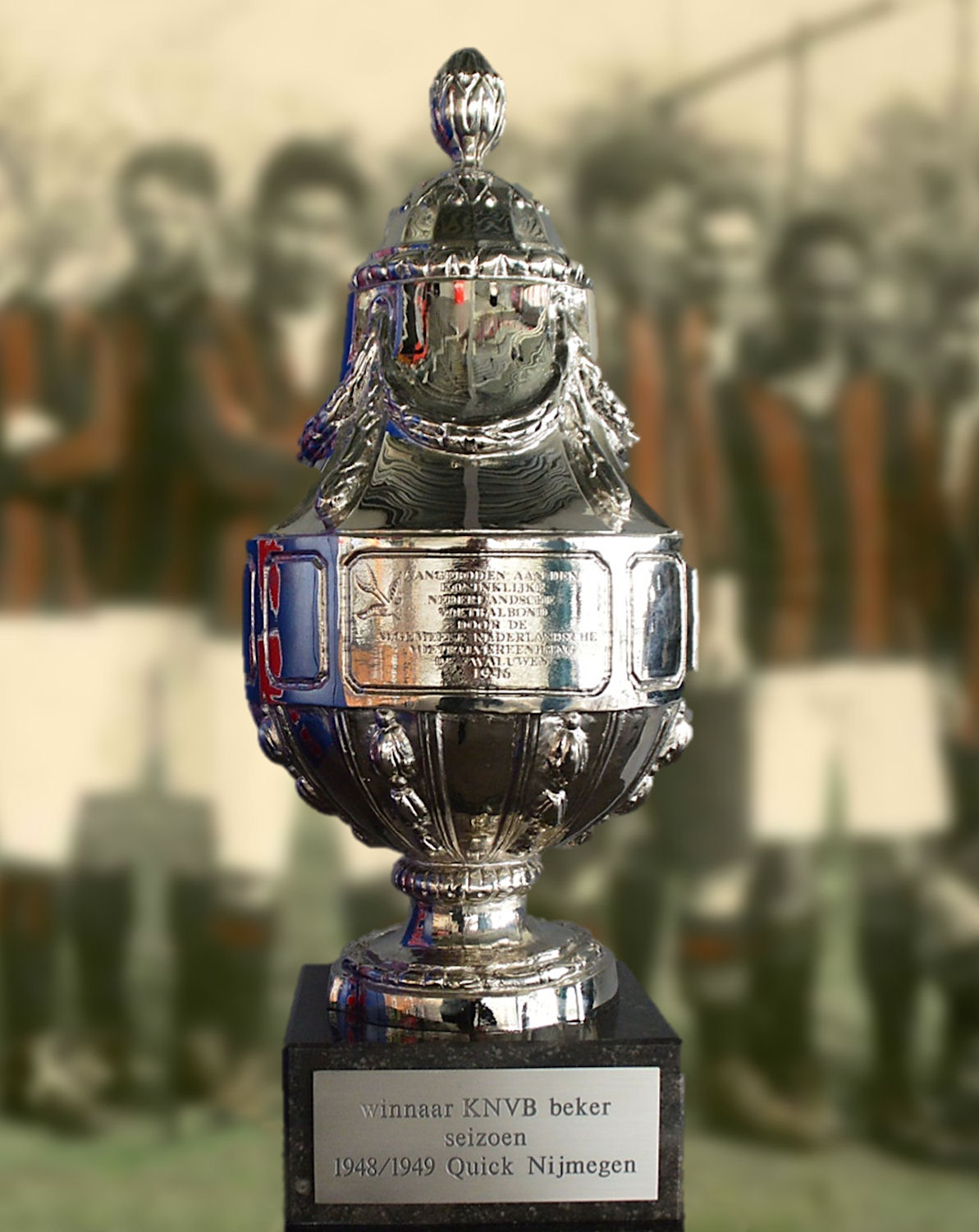
Trofeu del Quick 1888, temporada 1948-49.

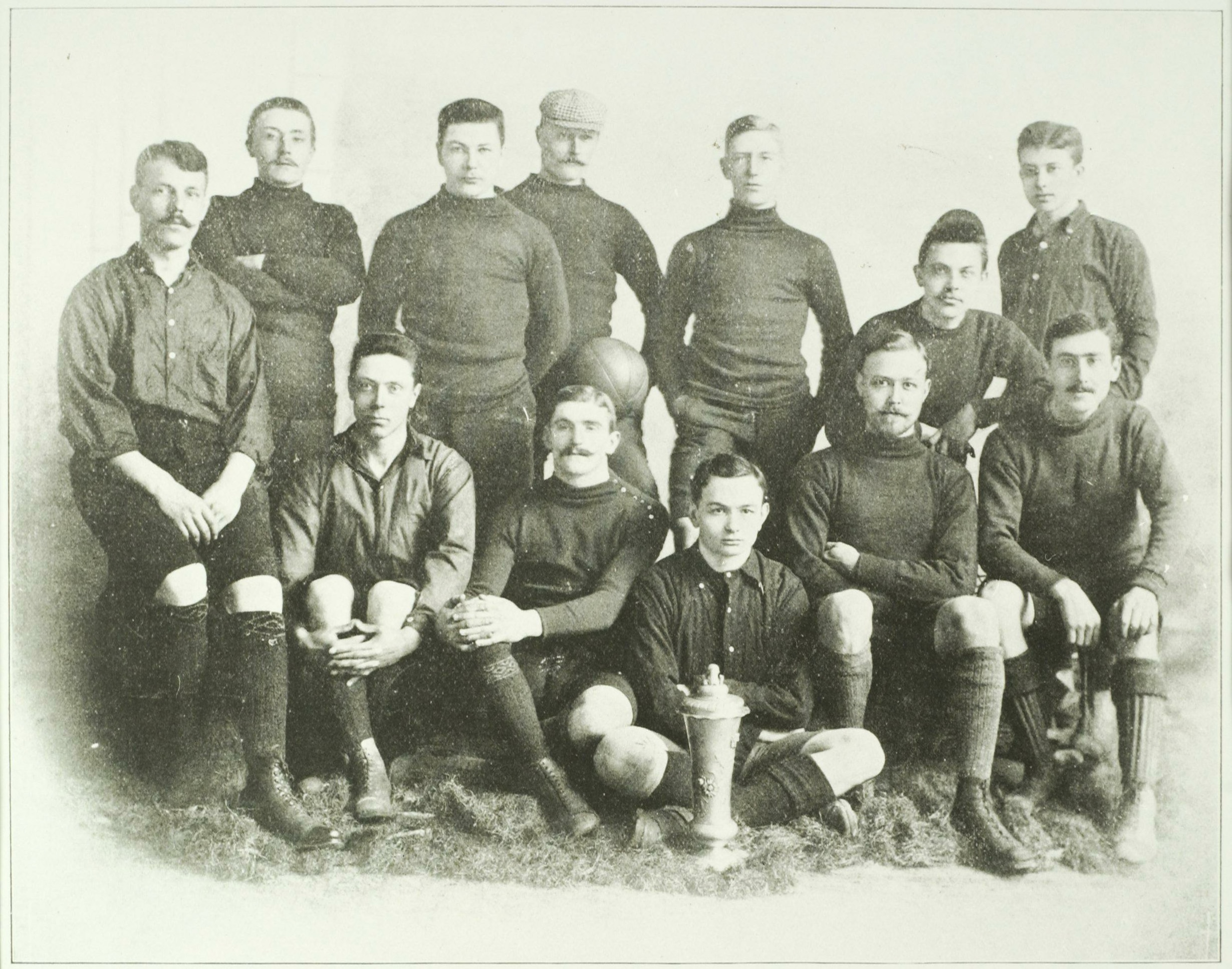
HFC Haarlem després de guanyar la Holdert Cup el 1902.

Font:
| Any       | Campió                                                                 | Resultat                                                               | Finalista                                                              |
| --------- | ---------------------------------------------------------------------- | ---------------------------------------------------------------------- | ---------------------------------------------------------------------- |
| 1898-99   | RAP Amsterdam (1)                                                      | 1-0 (prò.)                                                             | HVV La Haia                                                            |
| 1899-00   | Velocitas Breda (1)                                                    | 3-1                                                                    | Ajax Leiden                                                            |
| 1900-01   | HBS La Haia (1)                                                        | 4-3                                                                    | RAP Amsterdam                                                          |
| 1901-02   | Haarlem FC (1)                                                         | 2-1                                                                    | HBS La Haia                                                            |
| 1902-03   | HVV La Haia (1)                                                        | 6-1                                                                    | HBS La Haia                                                            |
| 1903-04   | KHFC Haarlem (1)                                                       | 3-1                                                                    | HVV La Haia                                                            |
| 1904-05   | VOC Rotterdam (1)                                                      | 3-0                                                                    | HBS 2 La Haia                                                          |
| 1905-06   | DSV Concordia Delft (1)                                                | 3-2                                                                    | AC & VV Volharding                                                     |
| 1906-07   | VOC Rotterdam (2)                                                      | 4-3 (prò.)                                                             | Voorwaarts La Haia                                                     |
| 1907-08   | HBS 2 La Haia (2)                                                      | 3-1                                                                    | VOC 2 Rotterdam                                                        |
| 1908-09   | Quick 2 La Haia (1)                                                    | 2-0                                                                    | VOC Rotterdam                                                          |
| 1909-10   | Quick 2 La Haia (2)                                                    | 2-0                                                                    | HVV 2 La Haia                                                          |
| 1910-11   | Quick La Haia (3)                                                      | 1-0                                                                    | Haarlem FC                                                             |
| 1911-12   | Haarlem FC (2)                                                         | 2-0                                                                    | Vitesse Arnhem                                                         |
| 1912-13   | KHFC Haarlem (2)                                                       | 4-1                                                                    | DFC Dordrecht                                                          |
| 1913-14   | DFC Dordrecht (1)                                                      | 3-2                                                                    | Haarlem FC                                                             |
| 1914-15   | KHFC Haarlem (3)                                                       | 1-0                                                                    | HBS La Haia                                                            |
| 1915-16   | Quick La Haia (4)                                                      | 2-1 (prò.)                                                             | HBS La Haia                                                            |
| 1916-17   | Ajax Amsterdam (1)                                                     | 5-0                                                                    | VSV Velsen                                                             |
| 1917-18   | RCH Heemstede (1)                                                      | 2-1                                                                    | VVA Amsterdam                                                          |
| 1918-1919 | no es disputà                                                          | no es disputà                                                          | no es disputà                                                          |
| 1919-20   | CVV Rotterdam (1)                                                      | 2-1                                                                    | VUC La Haia                                                            |
| 1920-21   | VV Schoten (1)                                                         | 2-1                                                                    | RFC Rotterdam                                                          |
| 1921-1924 | no es disputà                                                          | no es disputà                                                          | no es disputà                                                          |
| 1924-25   | ZFC Zaandam (1)                                                        | 5-1                                                                    | RFC Xerxes                                                             |
| 1925-26   | LONGA Tilburg (1)                                                      | 5-2                                                                    | De Spartaan                                                            |
| 1926-27   | VUC La Haia (1)                                                        | 3-1                                                                    | Vitesse Arnhem                                                         |
| 1927-28   | RCH Heemstede (2)                                                      | 2-0                                                                    | PEC Zwolle                                                             |
| 1928-1929 | no es disputà                                                          | no es disputà                                                          | no es disputà                                                          |
| 1929-30   | Feijenoord Rotterdam (1)                                               | 1-0                                                                    | Excelsior Rotterdam                                                    |
| 1930-1931 | no es disputà                                                          | no es disputà                                                          | no es disputà                                                          |
| 1931-32   | DFC Dordrecht (2)                                                      | 5-4 (prò.)                                                             | PSV Eindhoven                                                          |
| 1932-1933 | no es disputà                                                          | no es disputà                                                          | no es disputà                                                          |
| 1933-34   | Velocitas Groningen (1)                                                | 3-2 (prò.)                                                             | Feijenoord Rotterdam                                                   |
| 1934-35   | Feijenoord Rotterdam (2)                                               | 5-2                                                                    | HVV Helmond                                                            |
| 1935-36   | RFC Roermond (1)                                                       | 4-2                                                                    | KFC Koog aan de Zaan                                                   |
| 1936-37   | FC Eindhoven (1)                                                       | 1-0                                                                    | De Spartaan                                                            |
| 1937-38   | VSV Velsen (1)                                                         | 4-1                                                                    | AGOVV Apeldoorn                                                        |
| 1938-39   | WVV Wageningen (1)                                                     | 2-1 (prò.)                                                             | PSV Eindhoven                                                          |
| 1939-1942 | no es disputà                                                          | no es disputà                                                          | no es disputà                                                          |
| 1942-43   | Ajax Amsterdam (2)                                                     | 3-2                                                                    | DFC Dordrecht                                                          |
| 1943-44   | Willem II Tilburg (1)                                                  | 9-2                                                                    | Groene Ster Heerlerheide                                               |
| 1944-1947 | no es disputà                                                          | no es disputà                                                          | no es disputà                                                          |
| 1947-48   | WVV Wageningen (2)                                                     | 0-0 (prò.) (2-1 p)                                                     | DWV Amsterdam                                                          |
| 1948-49   | Quick Nimega (1)                                                       | 1-1 (prò.) (2-1 p)                                                     | SC Helmondia                                                           |
| 1949-50   | PSV Eindhoven (1)                                                      | 4-3 (prò.)                                                             | Haarlem FC                                                             |
| 1950-1956 | no es disputà                                                          | no es disputà                                                          | no es disputà                                                          |
| 1956-57   | Fortuna'54 Sittard (1)                                                 | 4-2                                                                    | Feijenoord Rotterdam                                                   |
| 1957-58   | Sparta Rotterdam (1)                                                   | 4-3                                                                    | FC Volendam                                                            |
| 1958-59   | VVV Venlo (1)                                                          | 4-1                                                                    | ADO La Haia                                                            |
| 1959-1960 | no es disputà                                                          | no es disputà                                                          | no es disputà                                                          |
| 1960-61   | Ajax Amsterdam (3)                                                     | 3-0                                                                    | NAC Breda                                                              |
| 1961-62   | Sparta Rotterdam (2)                                                   | 1-0 (prò.)                                                             | DHC Delft                                                              |
| 1962-63   | Willem II Tilburg (2)                                                  | 3-0                                                                    | ADO La Haia                                                            |
| 1963-64   | Fortuna'54 Sittard (2)                                                 | 0-0 (prò.) (4-3 p)                                                     | ADO La Haia                                                            |
| 1964-65   | Feijenoord Rotterdam (3)                                               | 1-0                                                                    | Go Ahead Deventer                                                      |
| 1965-66   | Sparta Rotterdam (3)                                                   | 1-0                                                                    | ADO La Haia                                                            |
| 1966-67   | Ajax Amsterdam (4)                                                     | 2-1 (prò.)                                                             | NAC Breda                                                              |
| 1967-68   | ADO La Haia (1)                                                        | 2-1                                                                    | Ajax Amsterdam                                                         |
| 1968-69   | Feijenoord Rotterdam (4)                                               | 1-1 (prò.), 2-0 (rep.)                                                 | PSV Eindhoven                                                          |
| 1969-70   | Ajax Amsterdam (5)                                                     | 2-0                                                                    | PSV Eindhoven                                                          |
| 1970-71   | Ajax Amsterdam (6)                                                     | 2-2 (prò.), 2-1 (rep.)                                                 | Sparta Rotterdam                                                       |
| 1971-72   | Ajax Amsterdam (7)                                                     | 3-2                                                                    | FC Den Haag                                                            |
| 1972-73   | NAC Breda (1)                                                          | 2-0                                                                    | NEC Nimega                                                             |
| 1973-74   | PSV Eindhoven (2)                                                      | 6-0                                                                    | NAC Breda                                                              |
| 1974-75   | FC Den Haag (2)                                                        | 1-0                                                                    | FC Twente                                                              |
| 1975-76   | PSV Eindhoven (3)                                                      | 1-0 (prò.)                                                             | Roda JC                                                                |
| 1976-77   | FC Twente (1)                                                          | 3-0 (prò.)                                                             | PEC Zwolle                                                             |
| 1977-78   | AZ'67 Alkmaar (1)                                                      | 1-0                                                                    | Ajax Amsterdam                                                         |
| 1978-79   | Ajax Amsterdam (8)                                                     | 1-1 (prò.), 3-0 (rep.)                                                 | FC Twente                                                              |
| 1979-80   | Feyenoord Rotterdam (5)                                                | 3-1                                                                    | Ajax Amsterdam                                                         |
| 1980-81   | AZ'67 Alkmaar (2)                                                      | 3-1                                                                    | Ajax Amsterdam                                                         |
| 1981-82   | AZ'67 Alkmaar (3)                                                      | 0-1, 5-1 (5-2 agregat)                                                 | FC Utrecht                                                             |
| 1982-83   | Ajax Amsterdam (9)                                                     | 3-1, 3-1 (6-2 agregat)                                                 | NEC Nimega                                                             |
| 1983-84   | Feyenoord Rotterdam (6)                                                | 1-0                                                                    | Fortuna Sittard                                                        |
| 1984-85   | FC Utrecht (1)                                                         | 1-0                                                                    | Helmond Sport                                                          |
| 1985-86   | Ajax Amsterdam (10)                                                    | 3-0                                                                    | RBC Roosendaal                                                         |
| 1986-87   | Ajax Amsterdam (11)                                                    | 4-2 (prò.)                                                             | FC Den Haag                                                            |
| 1987-88   | PSV Eindhoven (4)                                                      | 3-2 (prò.)                                                             | Roda JC                                                                |
| 1988-89   | PSV Eindhoven (5)                                                      | 4-1                                                                    | FC Groningen                                                           |
| 1989-90   | PSV Eindhoven (6)                                                      | 1-0                                                                    | Vitesse Arnhem                                                         |
| 1990-91   | Feyenoord Rotterdam (7)                                                | 1-0                                                                    | BVV Den Bosch                                                          |
| 1991-92   | Feyenoord Rotterdam (8)                                                | 3-0                                                                    | Roda JC                                                                |
| 1992-93   | Ajax Amsterdam (12)                                                    | 6-2                                                                    | SK It Hearrenfean                                                      |
| 1993-94   | Feyenoord Rotterdam (9)                                                | 2-1                                                                    | NEC Nimega                                                             |
| 1994-95   | Feyenoord Rotterdam (10)                                               | 2-1                                                                    | FC Volendam                                                            |
| 1995-96   | PSV Eindhoven (7)                                                      | 5-2                                                                    | Sparta Rotterdam                                                       |
| 1996-97   | Roda JC (1)                                                            | 4-2                                                                    | SK It Hearrenfean                                                      |
| 1997-98   | Ajax Amsterdam (13)                                                    | 5-0                                                                    | PSV Eindhoven                                                          |
| 1998-99   | Ajax Amsterdam (14)                                                    | 2-0                                                                    | Fortuna Sittard                                                        |
| 1999-00   | Roda JC (2)                                                            | 2-0                                                                    | NEC Nimega                                                             |
| 2000-01   | FC Twente (2)                                                          | 0-0 (prò.) (4-3 p)                                                     | PSV Eindhoven                                                          |
| 2001-02   | Ajax Amsterdam (15)                                                    | 3-2 (prò.)                                                             | FC Utrecht                                                             |
| 2002-03   | FC Utrecht (2)                                                         | 4-1                                                                    | Feyenoord Rotterdam                                                    |
| 2003-04   | FC Utrecht (3)                                                         | 1-0                                                                    | FC Twente                                                              |
| 2004-05   | PSV Eindhoven (8)                                                      | 4-0                                                                    | Willem II Tilburg                                                      |
| 2005-06   | Ajax Amsterdam (16)                                                    | 2-1                                                                    | PSV Eindhoven                                                          |
| 2006-07   | Ajax Amsterdam (17)                                                    | 1-1 (prò.) (8-7 p)                                                     | AZ Alkmaar                                                             |
| 2007-08   | Feyenoord Rotterdam (11)                                               | 2-0                                                                    | Roda JC                                                                |
| 2008-09   | SK It Hearrenfean (1)                                                  | 2-2 (prò.) (5-4 p)                                                     | FC Twente                                                              |
| 2009-10   | Ajax Amsterdam (18)                                                    | 6-1                                                                    | Feyenoord Rotterdam                                                    |
| 2010-11   | FC Twente (3)                                                          | 3-2 (prò.)                                                             | Ajax Amsterdam                                                         |
| 2011-12   | PSV Eindhoven (9)                                                      | 3-0                                                                    | Heracles Almelo                                                        |
| 2012-13   | AZ Alkmaar (4)                                                         | 2-1                                                                    | PSV Eindhoven                                                          |
| 2013-14   | PEC Zwolle (1)                                                         | 5-1                                                                    | Ajax Amsterdam                                                         |
| 2014-15   | FC Groningen (1)                                                       | 2-0                                                                    | PEC Zwolle                                                             |
| 2015-16   | Feyenoord Rotterdam (12)                                               | 2-1                                                                    | FC Utrecht                                                             |
| 2016-17   | Vitesse Arnhem (1)                                                     | 2-0                                                                    | AZ Alkmaar                                                             |
| 2017-18   | Feyenoord Rotterdam (13)                                               | 3-0                                                                    | AZ Alkmaar                                                             |
| 2018-19   | Ajax Amsterdam (19)                                                    | 4-0                                                                    | Willem II Tilburg                                                      |
| 2019-20   | Final entre FC Utrecht i Feyenoord suspesa per la pandèmia de COVID-19 | Final entre FC Utrecht i Feyenoord suspesa per la pandèmia de COVID-19 | Final entre FC Utrecht i Feyenoord suspesa per la pandèmia de COVID-19 |
| 2020-21   | Ajax Amsterdam (20)                                                    | 2-1                                                                    | Vitesse Arnhem                                                         |
| 2021-22   | PSV Eindhoven (10)                                                     | 2-1                                                                    | Ajax Amsterdam                                                         |
| 2022-23   | PSV Eindhoven (11)                                                     | 1-1 (prò.) (3-2 p)                                                     | Ajax Amsterdam                                                         |
| 2023-24   | Feyenoord Rotterdam (14)                                               | 1-0                                                                    | NEC Nimega                                                             |

## Palmarès
| Club                   | Títols | Subcampió | Anys campió |
| ---------------------- | ------ | --------- | --- |
| Ajax Amsterdam         | 20     | 7         | 1917, 1943, 1961, 1967, 1970, 1971, 1972, 1979, 1983, 1986, 1987, 1993, 1998, 1999, 2002, 2006, 2007, 2010, 2019, 2021 |
| Feyenoord de Rotterdam | 14     | 4         | 1930, 1935, 1965, 1969, 1980, 1984, 1991, 1992, 1994, 1995, 2008, 2016, 2018, 2024                                     |
| PSV Eindhoven          | 11     | 8         | 1950, 1974, 1976, 1988, 1989, 1990, 1996, 2005, 2012, 2022, 2023                                                       |
| AZ Alkmaar             | 4      | 3         | 1978, 1981, 1982, 2013                                                                                                 |
| Quick Den Haag         | 4      | 0         | 1909, 1910, 1911, 1916                                                                                                 |
| FC Twente              | 3      | 4         | 1977, 2001, 2011 |
| FC Utrecht             | 3      | 3         | 1985, 2003, 2004 |
| Sparta Rotterdam       | 3      | 2         | 1958, 1962, 1966 |
| Koninklijke HFC        | 3      | 0         | 1904, 1913, 1915 |
| HBS Craeyenhout        | 2      | 5         | 1901, 1908 |
| ADO Den Haag           | 2      | 4         | 1968, 1975 |
| Roda JC Kerkrade       | 2      | 4         | 1997, 2000 |
| HFC Haarlem            | 2      | 3         | 1902, 1912 |
| VOC Rotterdam          | 2      | 2         | 1905, 1907 |
| FC Dordrecht           | 2      | 2         | 1914, 1932 |
| Willem II Tilburg      | 2      | 2         | 1944, 1963 |
| RCH Heemstede          | 2      | 0         | 1918, 1928 |
| FC Wageningen          | 2      | 0         | 1939, 1948 |
| Fortuna '54 Geleen     | 2      | 0         | 1957, 1964 |
| HVV Den Haag           | 1      | 3         | 1903 |
| NAC Breda              | 1      | 3         | 1973 |
| PEC Zwolle             | 1      | 3         | 2014 |
| Vitesse Arnhem         | 1      | 4         | 2017 |
| RAP Amsterdam          | 1      | 2         | 1899 |
| SC Heerenveen          | 1      | 2         | 2009 |
| VUC Den Haag           | 1      | 1         | 1927 |
| RFC Roermond           | 1      | 1         | 1936 |
| VSV Velsen             | 1      | 1         | 1938 |
| FC Groningen           | 1      | 1         | 2015 |
| Velocitas Breda        | 1      | 0         | 1900 |
| DSV Concordia Delft    | 1      | 0         | 1906 |
| CVV Rotterdam          | 1      | 0         | 1920 |
| VV Schoten             | 1      | 0         | 1921 |
| ZFC Zaandam            | 1      | 0         | 1925 |
| TSV LONGA Tilburg      | 1      | 0         | 1926 |
| Velocitas Groningen    | 1      | 0         | 1934 |
| FC Eindhoven           | 1      | 0         | 1937 |
| Quick 1888 Nijmegen    | 1      | 0         | 1949 |
| VVV-Venlo              | 1      | 0         | 1959 |
| NEC Nijmegen           | -      | 4         | ---- |
| FC Volendam            | -      | 2         | ---- |
| Fortuna Sittard        | -      | 2         | ---- |
| De Spartaan            | -      | 2         | ---- |

Nota: en cursiva els clubs desapareguts